# Папский совет по пастырскому попечению о работниках здравоохранения
Папский совет по пастырскому попечению о работниках здравоохранения (лат. Pontificium Consilium pro Valetudinis Administris) — бывшая дикастерия Римской курии. 

## История и функции
Совет был основан motu proprio Dolentium Hominum от 11 февраля 1985 года, папой римским Иоанном Павлом II, который преобразовал Папскую комиссию по пастырскому попечению о работниках здравоохранения в его существующую форму в 1989 году. Апостольская конституция Pastor Bonus описывает работу Совета как:
- Статья 152 — Папский совет по пастырскому попечению о работниках здравоохранения показывает заботу Церкви о больных, помогая тем, кто служит больным и страдающим, так, чтобы их апостолат милосердия мог когда-нибудь более эффективно ответить на народные нужды.
- Статья 153 — § 1. Совет должен распространять учительство Церкви в духовных и моральных аспектах болезни также как и значение страждущего человека.[1]

Его задачи также включали координирование действий различных дикастерий Римской курии, поскольку они касаются здравоохранения. Папский совет объяснял и защищал учение Церкви по проблемам здоровья. Совет также следовал и изучал программы и инициативы политики здравоохранения на международных и национальных уровнях, с целью извлечения её уместности и значения для пастырского попечения о Церкви.
Упразднён согласно motu proprio Humanam progressionem c 1 января 2017 года, путём слияния Папских Советов по пастырскому попечению о работниках здравоохранения, справедливости и мира, Cor Unum и по пастырскому попечению о мигрантах и странствующих в одно ведомство — Дикастерию по содействию целостному человеческому развитию.

## Состав
Папский совет состоял из председателя — после смерти архиепископа Зигмунта Зимовского и до упразднения пост был вакантен, секретаря — монсеньора Жан-Мари Мате Мусиви Мпендавату и заместителя секретаря — отца Аугусто Кенди, помимо штата из 6 официалов. 36 членов и 50 советников, назначались римским папой, представляли куриальные дикастерии и организации, епископат и мирян.
Председатель, секретарь и заместитель секретаря участвовали в межведомственных встречах, также как и на конференциях и лекциях, связанных с областью здравоохранения.

## Список председателей Папского совета по пастырскому попечению о работниках здравоохранения
- кардинал Фьоренцо Анджелини (16 февраля 1985 — 31 декабря 1996);
- кардинал Хавьер Лосано Барраган (7 января 1997 — 18 апреля 2009);
- архиепископ Зигмунт Зимовский (18 апреля 2009 — 12 июля 2016).